# Proplatycnemis melana
Proplatycnemis melana is een juffer uit de familie van de breedscheenjuffers (Platycnemididae).
De wetenschappelijke naam van de soort is voor het eerst geldig gepubliceerd in 1968 door Aguesse.